# Piano nobile

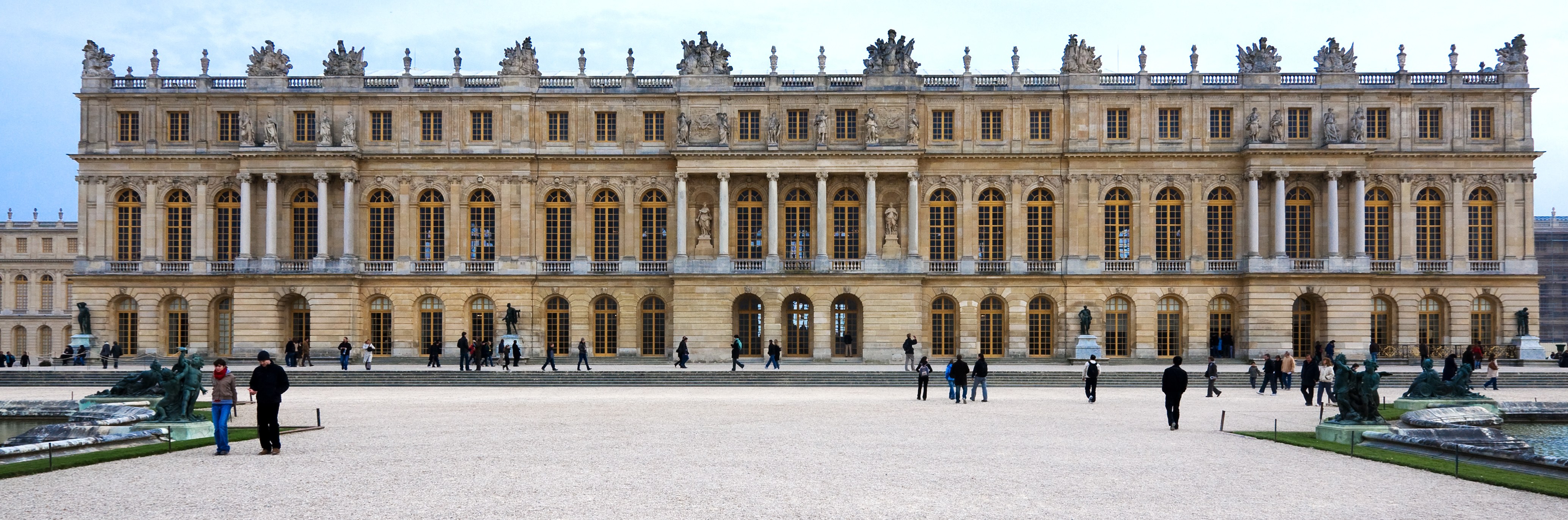
Schloss Versailles, Gartenfassade mit klassischem Piano nobile, das durch Höhe und Säulenstellung an den Risaliten ausgezeichnet ist.

Der Begriff Piano nobile (italienisch: edles Geschoss) ist gleichbedeutend mit Bel étage (französisch: schönes Geschoss). Beide Formen des Begriffs stammen aus dem 17. Jahrhundert. Die französische Form fand ab dem 19. Jahrhundert als Beletage Eingang in die deutsche Sprache.
Das Piano nobile bezeichnet ein hochgestelltes Repräsentationsgeschoss innerhalb einer vertikal geschichteten baulichen Anlage. Es liegt über einem vollwertigen Erdgeschoss mit Fenstern und ist über dieses durch eine innere Treppe erschlossen. Das Piano nobile ist durch Höhe und Ausstattung gegenüber den übrigen Geschossen ausgezeichnet.

## Vorgeschichte

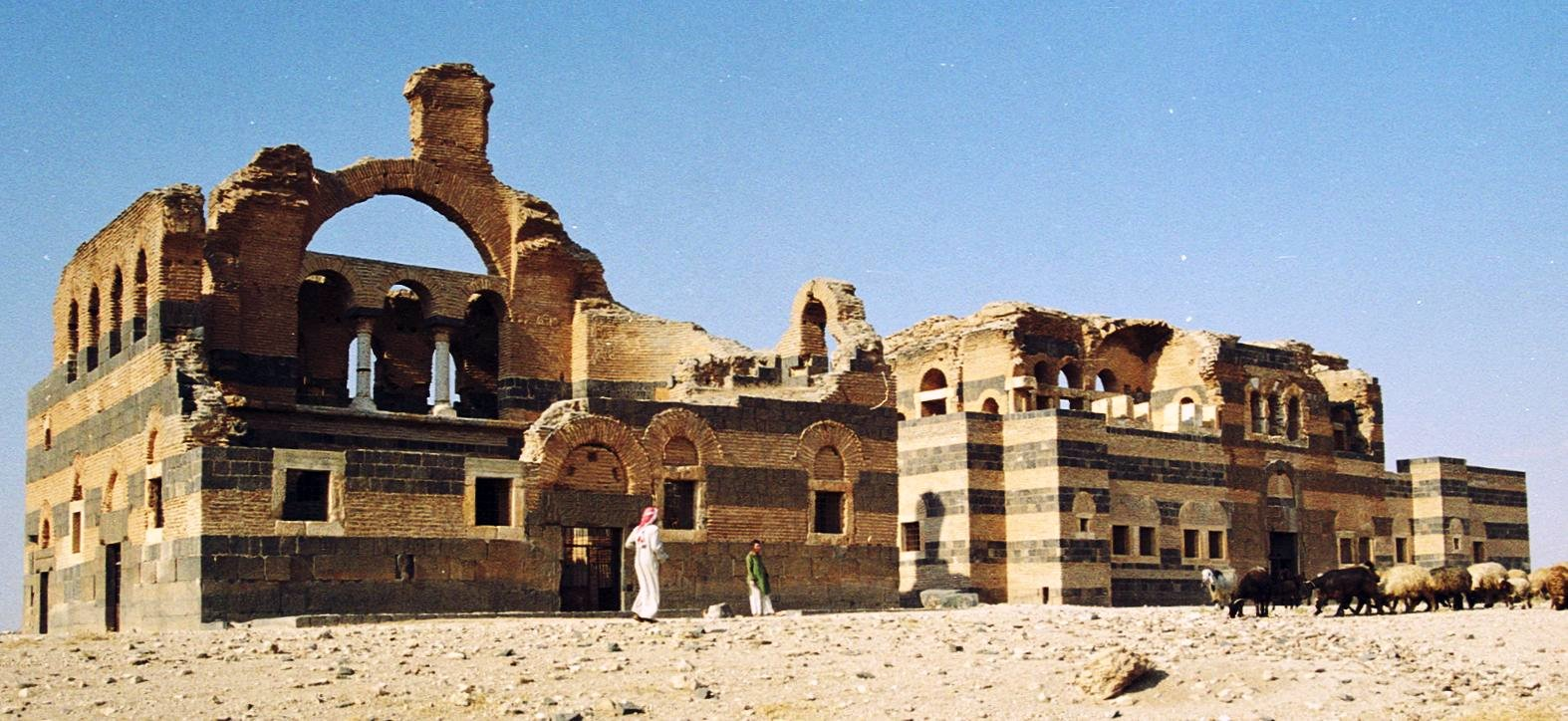
Palast von Qasr-ibn-Wardan

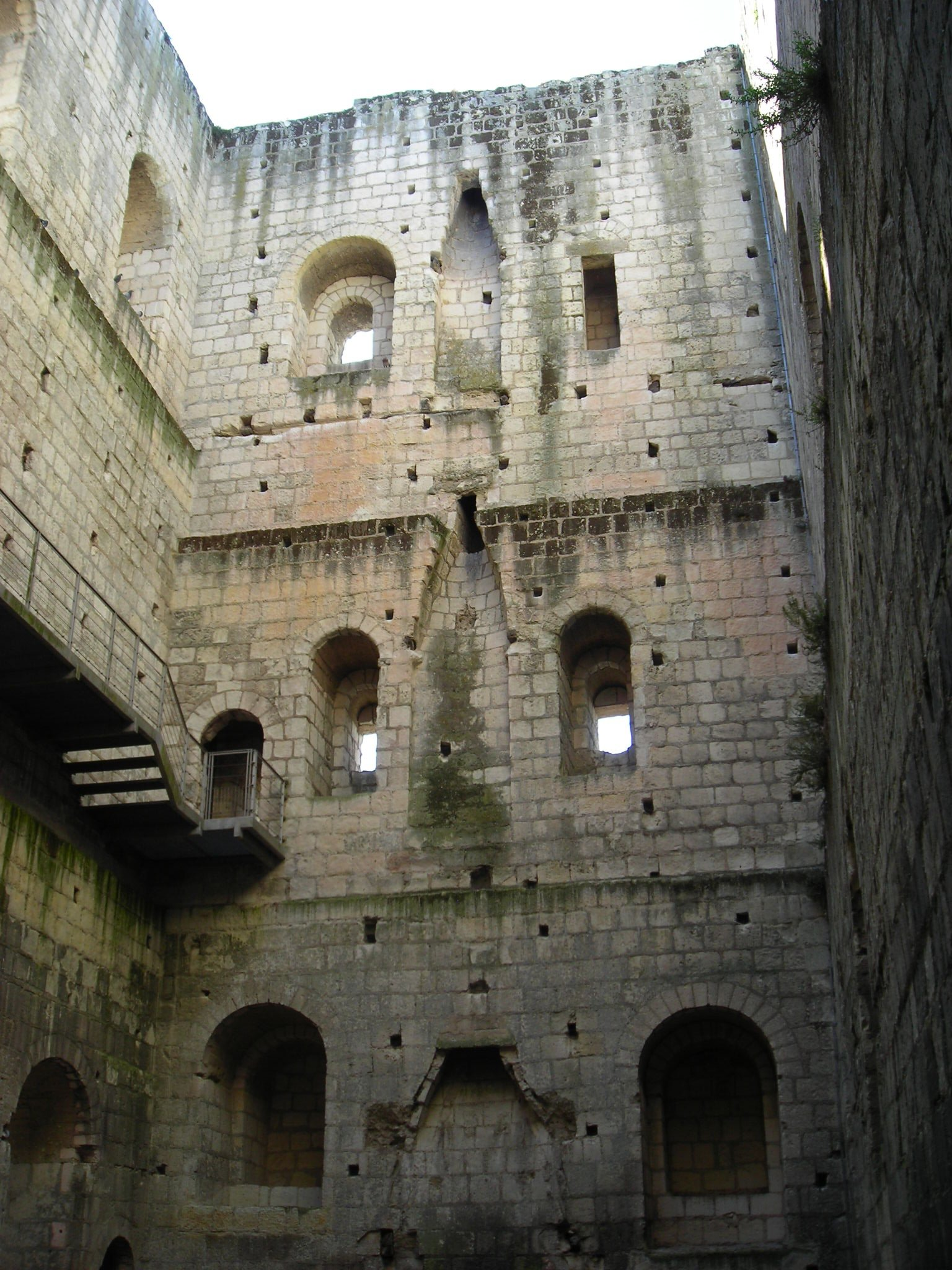
Donjon von Loches

Ein die Gebäudelänge und -Breite einnehmender repräsentativer Saal im Obergeschoss, wie er sich bei dem im syrischen Qasr-ibn-Wardan gelegenen Palast (564) zeigt, scheint erstmals für den östlichen Mittelmeerraum vor allem bei Türmen und Wohnbauten typisch zu sein. Dieser Befund kann aber vor allem als Zeichen für die Vielfalt des Palastbaus in spätrömischer Zeit interpretiert werden. In der römischen Antike ist es jedenfalls bei herrschaftlichen Gebäuden zu keiner systematischen Ausbildung eines Piano nobile gekommen.

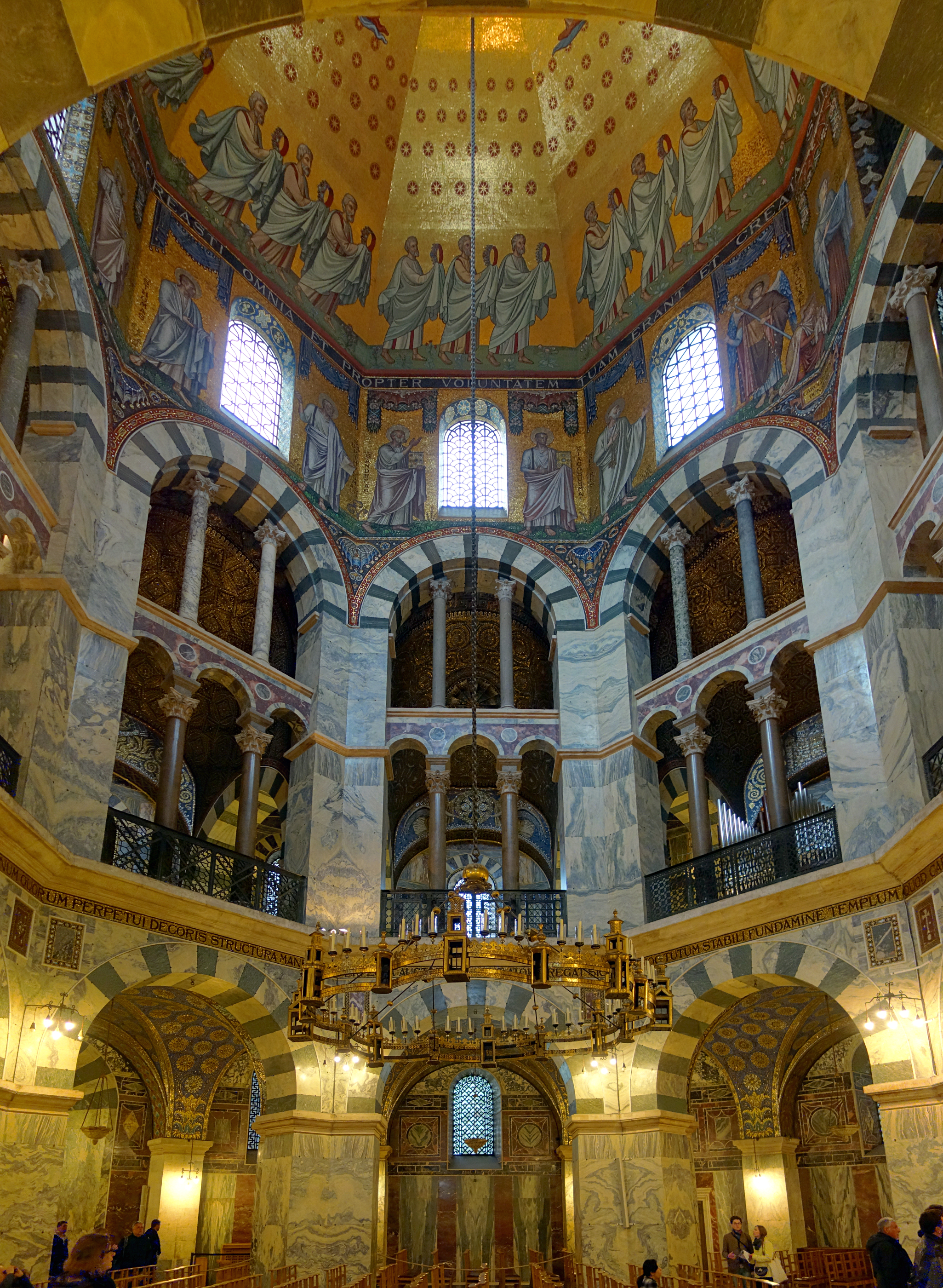
Innenansicht der Aachener Pfalzkirche

Für die Epoche des Frühen Mittelalters findet sich unter den Bauten der Päpste in Rom bei einem unter Papst Zacharias (741–752) errichteten Turm ein schriftlich überlieferter Hinweis auf einen hochgestellten Repräsentationsraum. Für den Wehr- und Palastbau in Oberitalien im Frühmittelalter lässt sich ansonsten eine Weiterführung römischer Bautraditionen feststellen.
Bei der Untersuchung des fränkischen Reichs kommt im Bereich der Sakralbauten die Pfalzkirche in Aachen (792 f.) in Betracht. Im Gegensatz zu den beiden Vorbildern San Vitale und Baptisterium der Orthodoxen in Ravenna zeigt sich in Aachen eine Hochstellung der Arkadenebene, die dieser einen höheren Rang zuweist. Darüber hinaus erscheint im Westen der Pfalzkirche zum ersten Mal im europäischen Raum ein sogenanntes Westwerk mit einem über einer Eingangshalle hochgestellten, zum Kirchenraum geöffneten und mit einem Thron ausgestatteten Zentralraum. Dieses Bauteil trat ursprünglich nach außen turmartig überhöht in Erscheinung. Ob dieses Bauteil für die Genese des Piano nobile eine zentrale Rolle spielt, kann nicht bewiesen werden. Aber auf Grund der Tatsache, dass der hohe Klerus aus dem Adel stammte, ist ein solcher Zusammenhang jedoch plausibel.
Der Saalbau der Pfalz von Paderborn war wahrscheinlich auf einem kellerartigen Unterbau errichtet, wie vermutlich auch der entsprechende Gebäudeabschnitt der Aachener Pfalz. Für den byzantinischen und den islamischen Bereich können für die Zeit des frühen Mittelalters ebenfalls keine eindeutigen Hinweise auf ein Piano nobile gefunden werden. Selbst die Alhambra in Granada (1. Hälfte 14. Jh.) ist noch von horizontalhierarchischer Repräsentation bestimmt.

## Geschichte
Das älteste relevante Piano nobile findet sich am Donjon von Loches (Indre-et-Loire) (zwischen 1012/1013 und 1030/1035). Es handelt sich um einen viergeschossigen Turm, der im Erdgeschoss als Speicher, im ersten Obergeschoss der Repräsentation und darüber Wohnzwecken diente. Das Gebäude gehört zur Baugattung Burg, die sich im 9. Jahrhundert auf dem fränkischen Territorium herauszubilden begann. Die zunächst hölzerne Pfostenbauweise wird um die Wende zum 11. Jahrhundert nach und nach durch die Massivbauweise ersetzt, so dass ab dieser Zeit auch ein baulicher Nachweis eines Piano nobile möglich ist. In bestimmten Territorien wie in Italien kam es allerdings erst später oder wie in Byzanz überhaupt nicht zur Übernahme des Bautyps der mittelalterlichen Adelsburg mit dem Piano nobile.

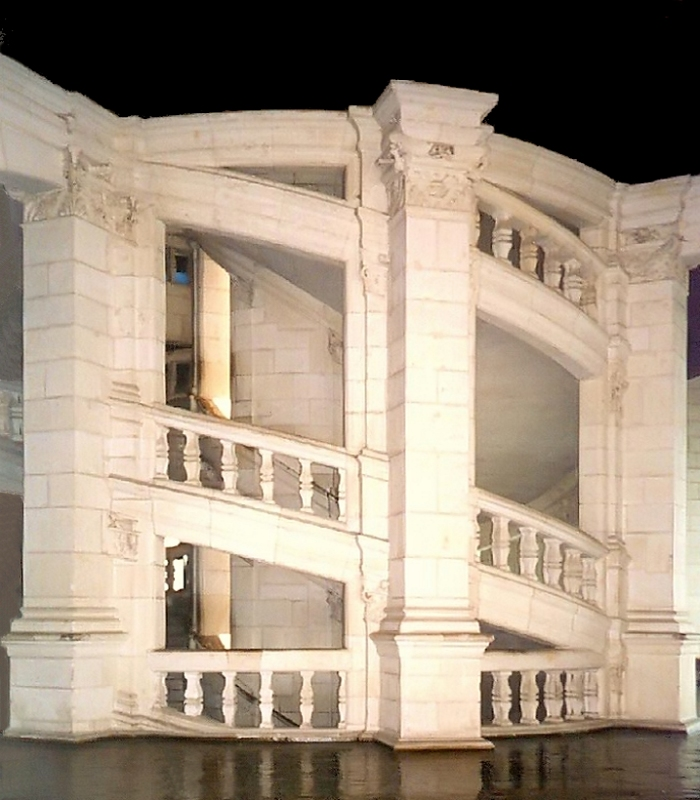
Zentrale Treppe im Schloss Chambord

Die Entwicklung des Piano nobile ist mit der Lage und Ausformung der Treppe verbunden. Bis zum Ende des Mittelalters findet sich in diesem Zusammenhang in der Regel eine einläufige Außentreppe. Deren oberes und unteres Podest gestatten Begrüßungsvorgänge. Als spätes Beispiel für diese Bauform kann die Scala dei Giganti in Venedig (1484–1501) angeführt werden. In Frankreich erscheint bereits ab dem 14. Jahrhundert der vor das Corps de Logis gestellte Turm mit Wendeltreppe, der sich in der Folge in ganz Nordeuropa ausbreitet. Mit dem Schloss von Chambord rückt die Treppe in den Baukörper hinein. In der Folge ermöglichen die freie Stellung der Treppe und die Dopplelläufigkeit die Inszenierung des Hinauf- und Hinabsteigens. Die entsprechende Inszenierung erreicht im Barock seinen Höhepunkt.
Veränderungen in der Struktur der Feudalgesellschaft mit einer verschriftlichten Verwaltung und Beamtenschaft führten ab dem 15. Jahrhundert bei Stadtpalästen sowie Villen, Lust- und Jagdschlössern vielfach zu einer Betonung des Erdgeschosses. Der Palazzo Medici in Florenz steht hier für einen neuen Typ von Stadtpalast ohne Piano nobile. Vor allem in Italien hatte die Rückbesinnung auf die Villa suburbana eine entsprechende Wirkung. Bei den Potsdamer Schlössern zeigen sich dagegen die typologischen Unterschiede: Das Schloss Sanssouci hat kein Piano nobile, das Neue Palais hat eines. Im Gegensatz zur mittelalterlichen Adelsburg handelte es sich bei den Residenzen absolutistischer Fürsten allerdings um komplexe Anlagen mit ausgeprägter horizontaler und vertikaler Hierarchie.

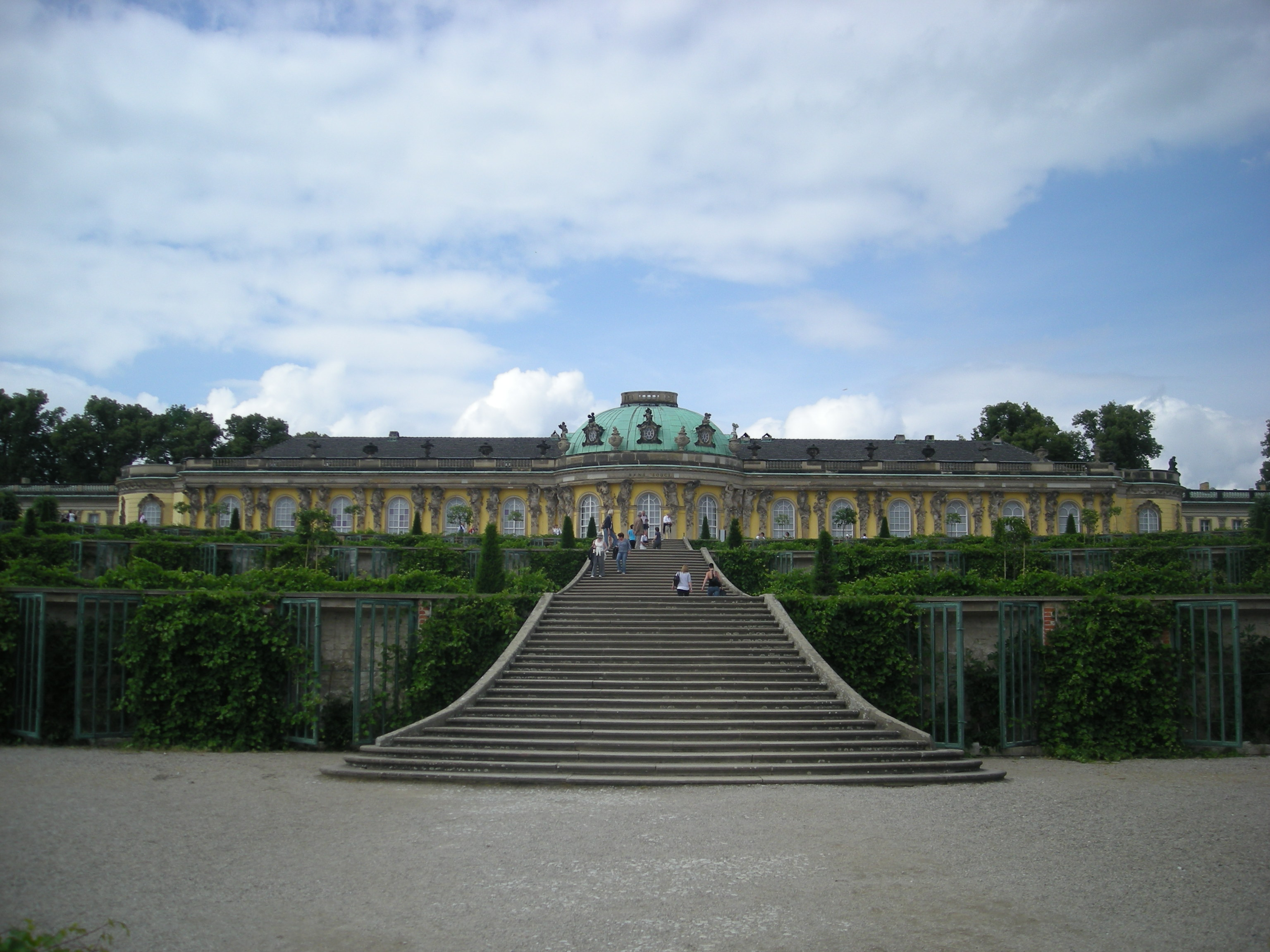
Schloss Sanssouci, Gartenseite

Bei den ab dem 19. Jahrhundert auftretenden bürgerlichen Bautypen spielt das Piano nobile nur noch eine marginale Rolle. Beim bürgerlichen Mietshaus mit sozialer Mischung wird die Wohnung im ersten Obergeschoss mit der ökonomisch stärksten und nach oben hin ärmer werdenden Bewohnerschaft als Beletage bezeichnet. Die berufliche Repräsentation verlagert sich in Gerichtsgebäude, Museen, Verwaltungssitze etc. mit ihren Prunktreppen. Bei der Villa liegt die Hauptebene im Erdgeschoss, bei dem Bungalow sowieso.

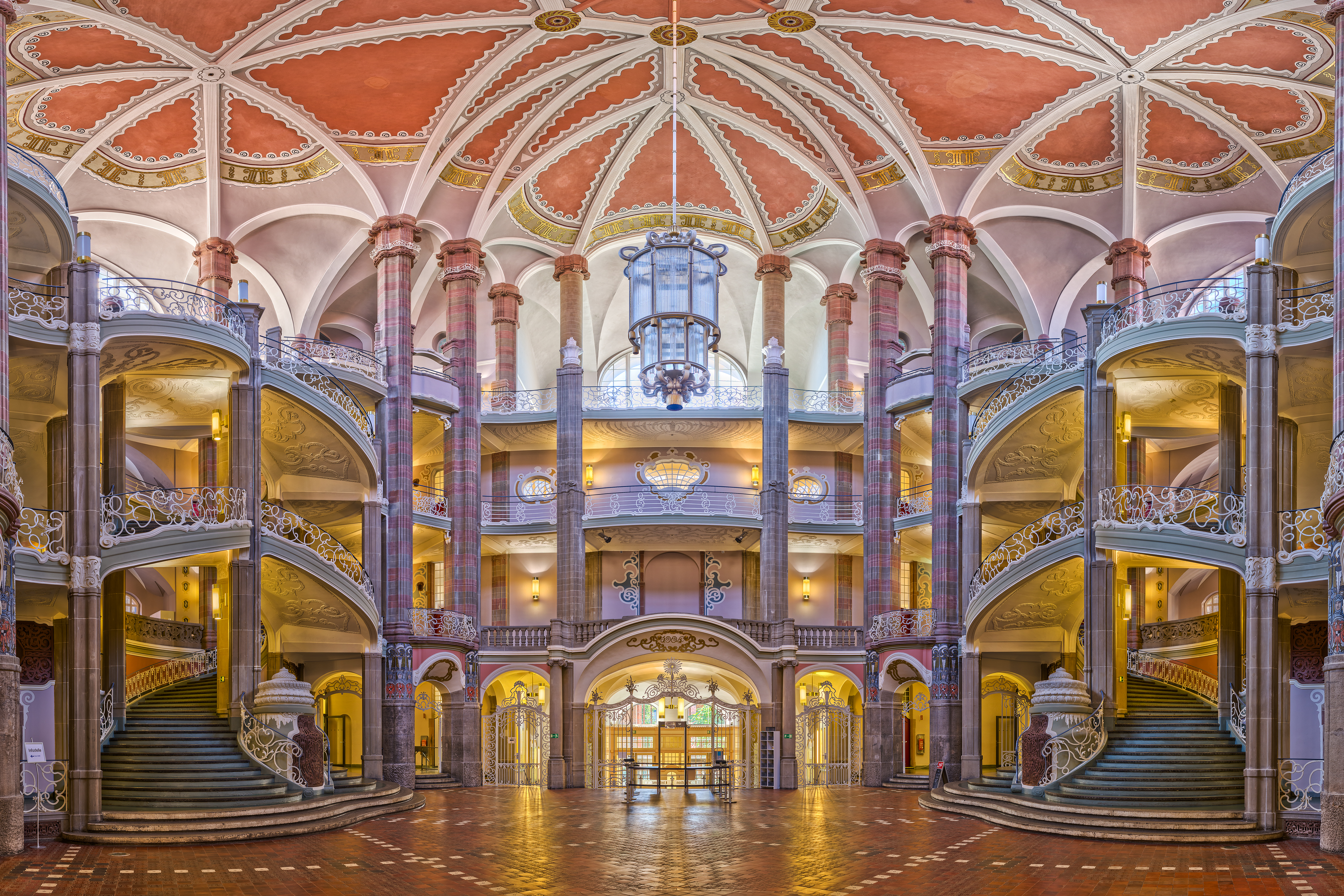
Eingangshalle Stadtgericht Berlin-Mitte

## Bedeutung
Das Piano nobile erklärt sich zunächst aus der Verbindung von Turm und hochgestelltem Wohnen mit öffentlichen Funktionen, die im Frühmittelalter noch dem Papst und König vorbehalten war und eine exklusive gesellschaftliche Stellung signalisierte. Erst als die Zentralgewalt nach ihrem Verfall weder Einfällen von außen noch militärischen Konflikten innerhalb des Adels wirksam begegnen konnte, kam es zur Entstehung der Adelsburg mit dem Piano nobile, eine Bauform mit der ein physischer Schutz hergestellt und gleichzeitig ein hoher gesellschaftlicher Status verständlich kommuniziert werden konnte. In anderen Gegenden ohne Pendant zu dem formalisierten fränkischen Lehenswesen, wie zum Beispiel im oströmischen Bereich, bei japanischen Burgen und chinesischen Palästen, blieb es bei horizontalhierarchischen Strukturen.
Die Beschränkung der Verbreitung des Piano nobile auf das abendländische Europa darf mit dem Umstand in Verbindung gebracht werden, dass die hierarchische Größe unter Menschen im Allgemeinen auf einer horizontalen Ebene zum Ausdruck gebracht wird, nämlich durch Unnahbarkeit. Faktoren wie Größe und Höhe können dabei zusätzliche Vorteile bieten, sind aber nur unter bestimmten Umständen zwingend notwendig. Eine solche besondere Situation herrschte offensichtlich während der Entstehungszeit der mittelalterlichen Adelsburg, während das Piano nobile ab der Neuzeit die Funktion der Sicherung verlor und nur noch als Zeichen von Macht diente.
Bereits bei der Untersuchung des Imperium Romanum lässt sich feststellen, dass es in der römischen Literatur und Philosophie eine Vertikalmetaphorik in Bezug auf gesellschaftlichen Status gibt, die in der Architektur keine Entsprechung findet. In Bezug auf das Piano nobile ist es kennzeichnend, dass das darunterliegende Erdgeschoss in der Regel keineswegs den unteren Ständen vorbehalten war, sondern der Mächtige in seinem Machtgehäuse nach außen mit seinem gesamten Machtapparat in Erscheinung trat und dem Besucher auf dem Piano nobile auf der gleichen Ebene gegenübertrat.
Das Piano nobile darf also nicht als Spiegel der ständisch verfassten mittelalterlichen Gesellschaft verstanden werden.